# Heinrich Kirchner (Paläontologe)
Heinrich Kirchner (* 31. Dezember 1885 in Würzburg; † 15. September 1953) war ein deutscher Paläontologe und Geologe.
Kirchner wurde 1913 in Würzburg promoviert und 1923 habilitiert, war danach Privatdozent und ab 1930 außerordentlicher Professor in Würzburg.
Er befasste sich insbesondere mit den Fossilien der Trias in Franken, speziell in der Umgebung von Würzburg.

## Schriften
- Limulus Sandbergeri n. sp. aus dem fränkischen oberen Buntsandstein (Plattensandstein). In: Cbl. Mineral. Geol. Paläont. (Stuttgart) 1923, S. 634–639
- Die Fossilien der Würzburger Trias. I. Teil: Foraminiferen und Echinodermen.  Druck von Carl Grüninger Nachf. Ernst Klett, Würzburg 1924.
- Über die Tierfährten im oberen Buntsandstein Frankens. In: Palaeontologische Zeitschrift. 9, (Berlin) 1927, S. 112–121.
- Versteinerte Tierfährten mit besonderer Berücksichtigung der sog. Chirotherium-Fährten im Buntsandstein Unterfrankens. In: Fränkische Heimat. 27. Jan. 1927, Nürnberg, S. 1–7.
- Die wichtigsten Versteinerungen Frankens aus dem Buntsandstein, Muschelkalk und Keuper. E. Schweizerbart´sche Verlagsbuchhandlung, Stuttgart 1928.
- Die Fossilien der Würzburger Trias. Brachiopoda. In: N. Jb. Mineral. Geol. Paläont., Beilagen-Band 71, Abt. B, 1933, S. 88–138, Tafel II.
- Die Würzburger Lügensteine im Lichte neuer archivalischer Funde. In: Zeitschrift der Deutschen Geologischen Gesellschaft. Band 87, 1935, S. 607–615 und Tafel 30.